# Sixten Humble
Erik Arnold Sixten Humble, född 13 maj 1895 i Norrtälje, död 6 augusti 1983 i Stockholm, var en svensk historiker. Han var bror till Hjalmar Humble.
Sixten Humble var son till bagarmästaren Carl August Abraham Humble. Han blev student vid Uppsala universitet 1913, filosofie kandidat där 1917, filosofie magister 1918 och filosofie licentiat vid Stockholms högskola 1922. År 1922 anställdes Humble vid Riksarkivet och blev förste amanuens där 1923. Han blev 1927 sekreterare i Sveriges stadsförbund och ägnade därefter sin verksamhet åt detta. År 1945 blev han direktör där. Humble författade tredje delen omfattande perioden 1803–1862 av Sundsvalls historia (1921) och Släkten Kempe från Pommern (1937, tillsammans med Erik Kempe) samt personhistoriska och kommunalrättsliga uppsatser. Som sekreterare i Personhistoriska samfundet redigerade han 1925–1927 Personhistorisk tidskrift. Sixten Humble är begravd på Norra begravningsplatsen utanför Stockholm.